# Kallithéa (Rhodes)
Kallithéa (grec moderne : Καλλιθέα) est une ancienne municipalité de l’île de Rhodes, dans le Dodécanèse, en Grèce. Depuis la réforme du gouvernement local de 2011, elle fait partie de la municipalité de Rhodes, dont elle est une unité municipale. Elle se trouve dans la partie nord-est de l’île, juste au sud de la ville de Rhodes. La population est de 10 416 habitants au recensement de 2021, et la superficie est de 109,75 km2. Le siège de la municipalité était à Kalythies. La station balnéaire de Faliraki est également située dans la municipalité.